# Xiong'an
Xiong'an o Nuevo Distrito Municipal de Xiong'an (Sióng-An (en chino simplificado, 雄安新区; pinyin, Xióng'ān xīnqū) es un área o distrito urbano de China, establecido en 2017, ubicado en Baoding, Hebei, aproximadamente a 100 kilómetros al suroeste de Pekín y a 50 kilómetros al este del centro de Baoding. Su objetivo principal es el de servir como polo de desarrollo para el triángulo económico representado por Pekín-Tianjin-Hebei (Jingjinji). Se espera que migren aquí funciones no esenciales establecidas en la capital del país, incluidas las oficinas de algunas empresas estatales, de agencias gubernamentales e instalaciones de investigación y desarrollo.
El área cubre los condados de Xiong, Rongcheng y Anxin. Su nombre es un compuesto  de los primeros elementos de los nombres de dos de ellos: Xiong y Anxin. La construcción del distrito integra la "estrategia de milenio" (en chino: 千年大计). A diferencia de otras "áreas nuevas", Xiong'un es un desarrollo urbano impulsado bajo el control directo del Comité Central del Partido Comunista de China y el Consejo Estatal.
La oficina de gobierno provisional del área Nueva está localizada en Ao Wei Hotel Internacional (Ao Wei Mansión) en Rongcheng.

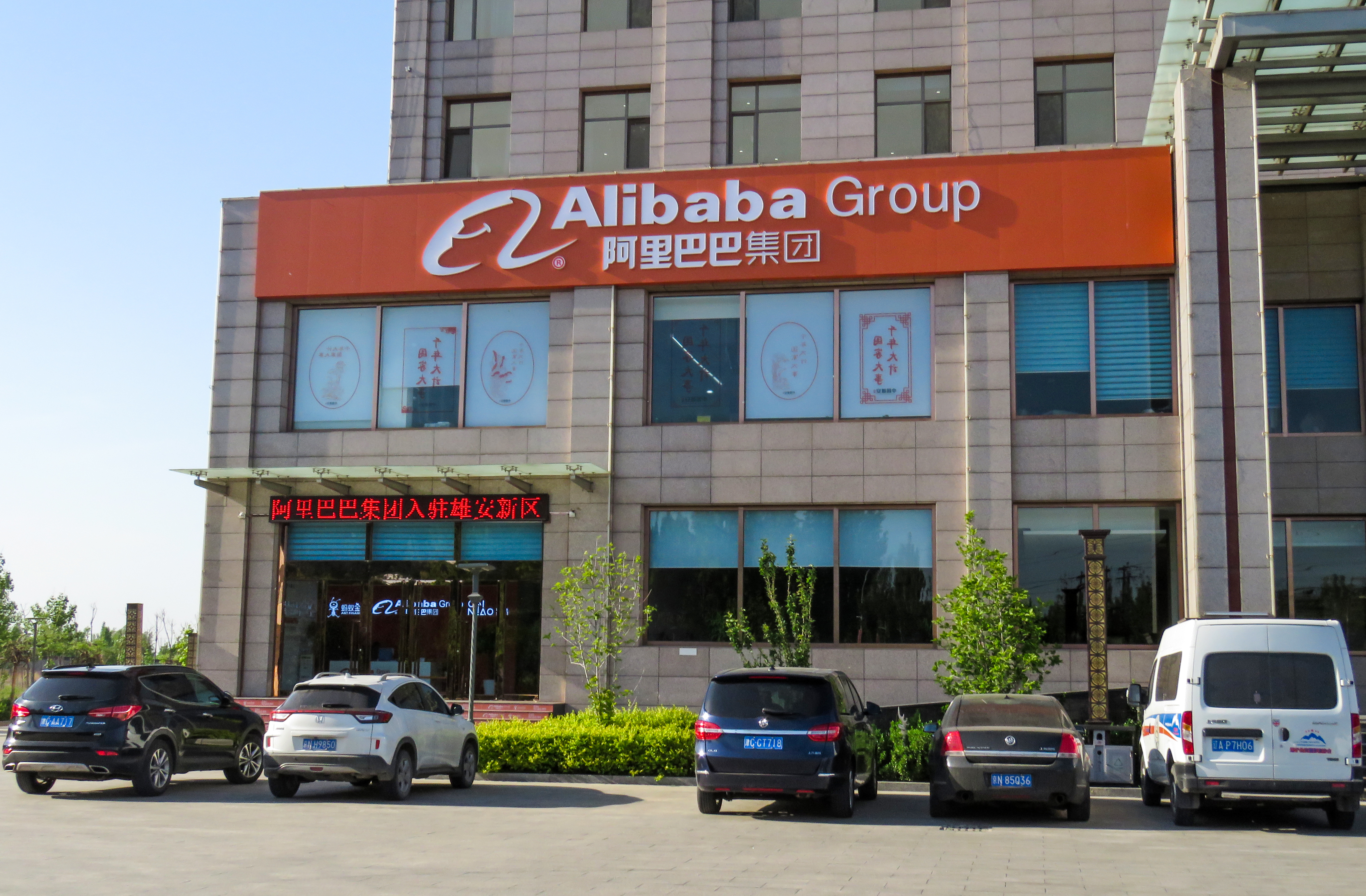
Alibaba La oficina provisional del grupo en Xiong'un.

En 2014 Xi Jinping, secretario general del PCCh dijo que esta idea era una "iniciativa personal". El nombre y la ubicación nuevo centro urbano se confirmaron en una reunión de Politburo Comisión permanente del Partido Comunista de China el 24 de marzo de 2016
El nuevo distrito fue anunciado públicamente el 1 de abril de 2017.
El gobierno chino ha comparado la puesta en marcha de Xiongan con dos hitos: la creación en 1980 de Shenzhen, la primera zona económica especial del país, en lo que entonces era una aldea de pescadores, hoy transformada en una megalópolis de la tecnología; y la construcción de Pudong, el distrito financiero con rascacielos futuristas de Shanghái. Ambos proyectos fueron impulsados por Deng Xiaoping, artífice del periodo de Reforma y Apertura que disparó el desarrollo chino.
Las autoridades chinas prevén que, para el año 2050, Xiongan se sitúe en el mapa de las grandes urbes de categoría mundial.

## Geografía
Tiene una área de desarrollo de fase inicial de 100 km², compuesto por 60 pueblos en Rongcheng y Anxin, con una expansión a 2000 km² en el futuro. El Lago Baiyangdan, que es lago de agua dulce más grande del norte de China, está también incluido dentro de la Nueva Área.

## Demografía
Por el momento, buena parte de los habitantes de Xiongan son vecinos realojados y personas que trabajan en los proyectos de construcción, como obreros o especialistas en diseño de interiores.

## Servicios públicos
El plan urbanístico de Xiongan exige que todos los servicios básicos estén localizados a no más de 15 minutos a pie desde cualquier punto de la ciudad. Un 70 % de la ciudad está reservado a zonas verdes.

## Transporte

### Ferrocarril

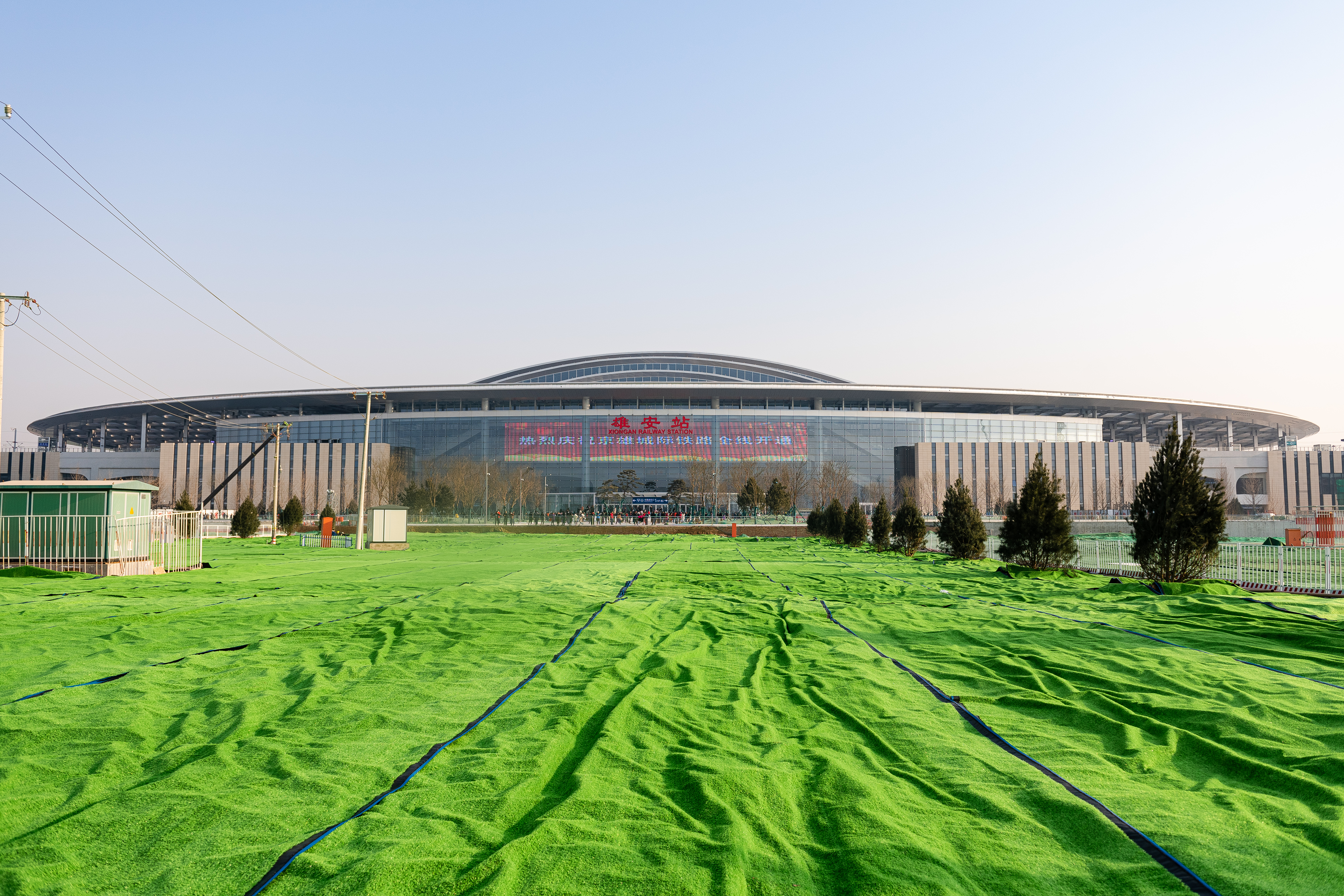
Estación de Xiong'an

Las estaciones de Baigou y Baiyangdian, de la línea ferroviaria Tianjin–Baoding, dan servicio a toda la zona. El tren de alta velocidad tarda menos de una hora desde Pekín y cuesta menos de siete euros. La estación de la ciudad, inaugurada en 2020, es de grandes dimensiones, de líneas blancas y sinuosas en su diseño, con los techos cubiertos por paneles solares.

### Aeropuerto
El Aeropuerto Internacional de Pekín-Daxing, que se inauguró en 2019, es el que opera en toda el área. Se encuentra al sur de Xiongan y está conectado con la ciudad a través de la línea de tren de alta velocidad que conecta la misma con Pekín. El trayecto entre el aeropuerto y Xiongan en este tren de alta velocidad dura unos 20 minutos.

### Autopistas
Dos autopistas, G45 y G18, conducen a la ciudad.